# Monteverdi Hai 650 F1
A Monteverdi Hai 650 F1 egy svájci sportautó-koncepció prototípusa volt, amelyet a Monteverdi gyártott, és 1992-ben mutattak be.

## Történet
1992-ben Peter Monteverdi úgy döntött, hogy újra belép az autóiparba. Ehhez valami olyan lenyűgöző és megragadó autóra volt szüksége, amely feltűnést kelt, mint amilyen a Monteverdi Hai 450 SS volt 1970-ben. A cél az volt, hogy megalkossa a végső szuperautót, és egy igazi F1-es autót utcai használatra.Ehhez a vállalat a megszűnt Monteverdi - Onyx F1 csapat Forma-1-es alvázát, valamint annak motorját használta fel. Az Onyx-szal töltött első Forma-1-es szezonja során Peter Monteverdi rengeteg mérnöki tudással gazdagodott, beleértve a szénszálas alkatrészek gyártásával kapcsolatos értékes betekintést is. Emellett számos felesleges Cosworth DFR motor és a Grand Prix autók minden más alkatrésze is a rendelkezésére állt.
Maga az autó egy F1-es alvázra épült, egy Ford DFR V8-as F1-es motorral, bár áthangolt formában. Az autó a Hai 650 F1 nevet kapta, tisztelegve az 1970-es Hai 450 SS-sel kezdődő származás előtt, és jelezve az autó teljesítményét és F1-es származását. Az autót több potenciális vásárlónak is bemutatták, és néhány megrendelés is érkezett, bár úgy tűnik, egyetlen autót sem adtak el a vásárlóknak.
1992-ben a Hai 650 F1-et a Genfi Autószalonon mutatták be a nagyközönségnek. Ennek a kék-lila példányak nem volt motorja, és csak kiállítási modellként szolgált. 1995-ben két élénkpiros működő prototípus készült. Összesen három prototípus készült, amelyek közül az egyik jelenleg a svájci Luzernben található Svájci Nemzeti Közlekedési Múzeumban van kiállítva.
A Forma-1-ből származó monocoque szénszálas alváz mellett a motort is átvették belőle, amely egy Ford DFR V8 volt, 3491 cm³ (3,5 liter) lökettérfogattal, és körülbelül 658 LE teljesítményt adott le, 11 000 ford./perc-nél. A Hai 650 F1 nem rendelkezik közútra való homologizációval, ezért csak pályahasználatra alkalmas.
Arányait világosan meghatározza a rendeltetése, és a test körvonalai utalnak az alatta rejtőző mérnöki munkára. Számos nyom utal a versenyzői származásra: a far alatt egy széles szénszálas diffúzor van elhelyezve, és mindkét oldalon mélyen megformált csatornák vezetik a hűtőlevegőt a két nagy hűtőn keresztül. A hátsó szélvédőn keresztül kukucskálva egy középre szerelt motor tűnik fel, nyolc különálló szívócsővel. Az F1-es motor mögé pillantva feltűnik a kompakt transaxle, amelyről a hátsó felfüggesztés hosszú szénszálas keresztlengőkarjai és tolórúdjai lógnak le. Itt nincs futómű, a motor és a sebességváltó feszített tagok, és közvetlenül az elöttük lévő szénszálas csőhöz kapcsolódnak. Azonnal világossá válik, hogy a hai 650 "F1" beceneve sokkal több, mint egy név. A szénszálas karosszéria körvonalai egy igazi F1-es autót rejtenek. Érdekes módon más autók elemeit is beépítették a formatervbe - a kormányállás például szorosan követi a Ferrari F40-esét, a belső elrendezést pedig a Bugatti EB110-es ihlette.
Monteverdi termékeit úgy alkotta meg, hogy megfeleljen ügyfelei igényeinek. Egy olasz sportautó erejét és stílusát akarták, a légkondicionáló és az automata sebességváltó nyújtotta kényelemmel kiegészítve. A receptje egyszerű volt: Monteverdi saját alvázával kombinálta a Pietro Frua és a Carrozzeria Fissore által kézzel épített elegáns olasz karosszériákat a Chrysler nagy V8-as blokkjának nyers erejével. Később, a 70-es években úttörője volt a luxus SUV-oknak, az International Scouts alapjaira épített butik karosszériákat, és formatervezési tanulmányokat készített a Land Rover számára. Versenyautós eredete ellenére a Hai 650 F1-et soha nem versenyautónak szánták, hanem inkább egy közúti vagy pályanapokra szánt autónak, hasonlóan ahhoz, amit ma "hiperautóknak" neveznénk.
A Monteverdi Hai 650 F1 két üzemképes példányából, az egyikkel több alkalommal is lehetett találkozni. 1994-ben (négy évvel a halála előtt) Peter Monteverdi 60. születésnapja alkalmából "dinamikus" megjelenést tartott, 2006-ban a Monteverdi trackday során többször is megjárta a dijoni pályát, és 2017-ben a márka 50. évfordulója alkalmából megjelent a Genfi Autószalonon.

## Műszaki adatok
- Motor

Motor: Ford DFR V8
Motor Űrtartalom: 3491 cc (3,5 liter)
Teljesítmény: 649 LE (484 kW; 658 LE) 11 000 ford./percnél
- Terjedés

Sebességváltó: Hatsebességes kézi sebességváltó
- Teljesítmény

Végsebesség: 334 km/h (igény szerint)
Gyorsulás: 0–100 km/h 3,0 másodperc (igény szerint)

## Galéria

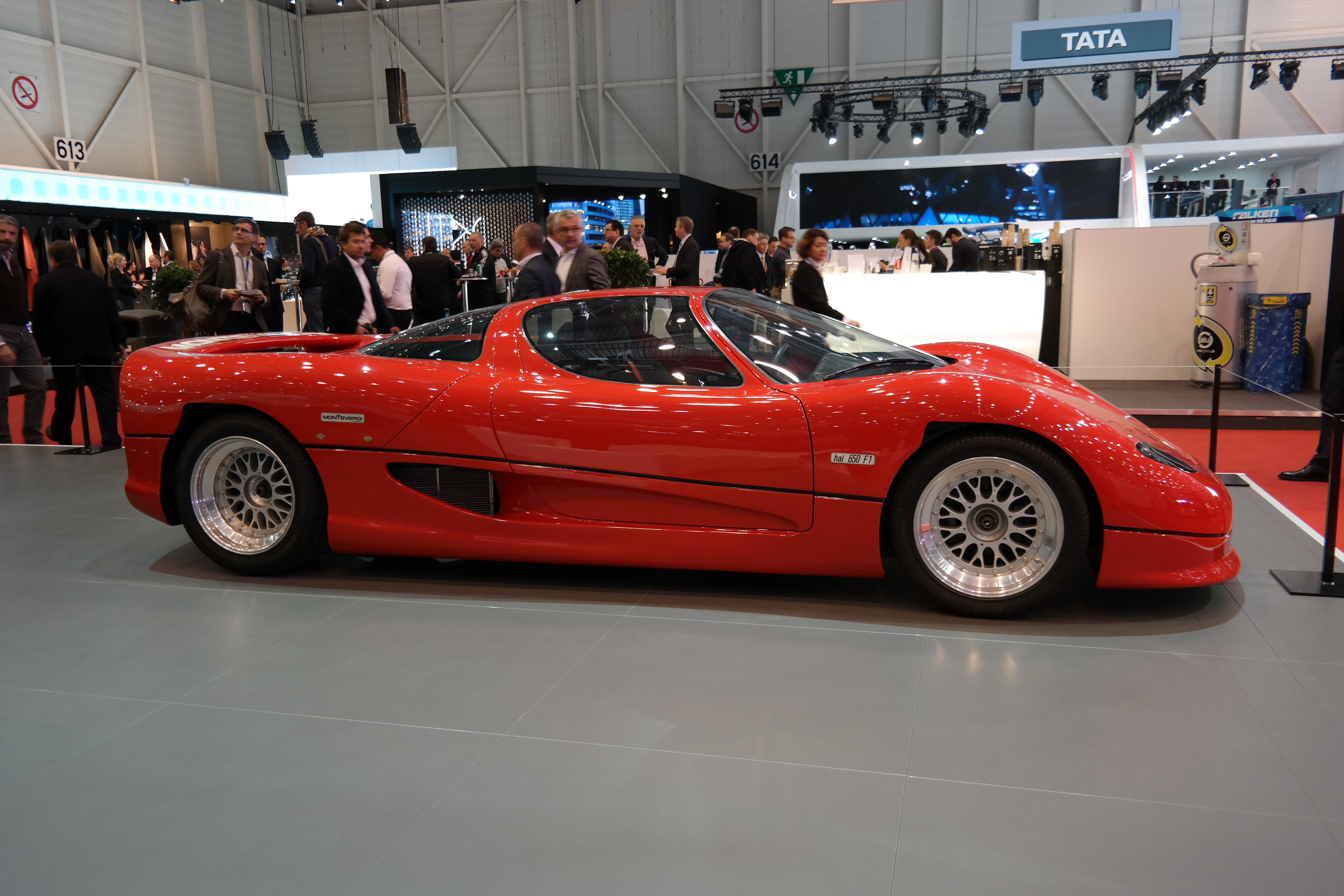
Genfi Autószalon 2017 (az első sajtónapon készült fotó
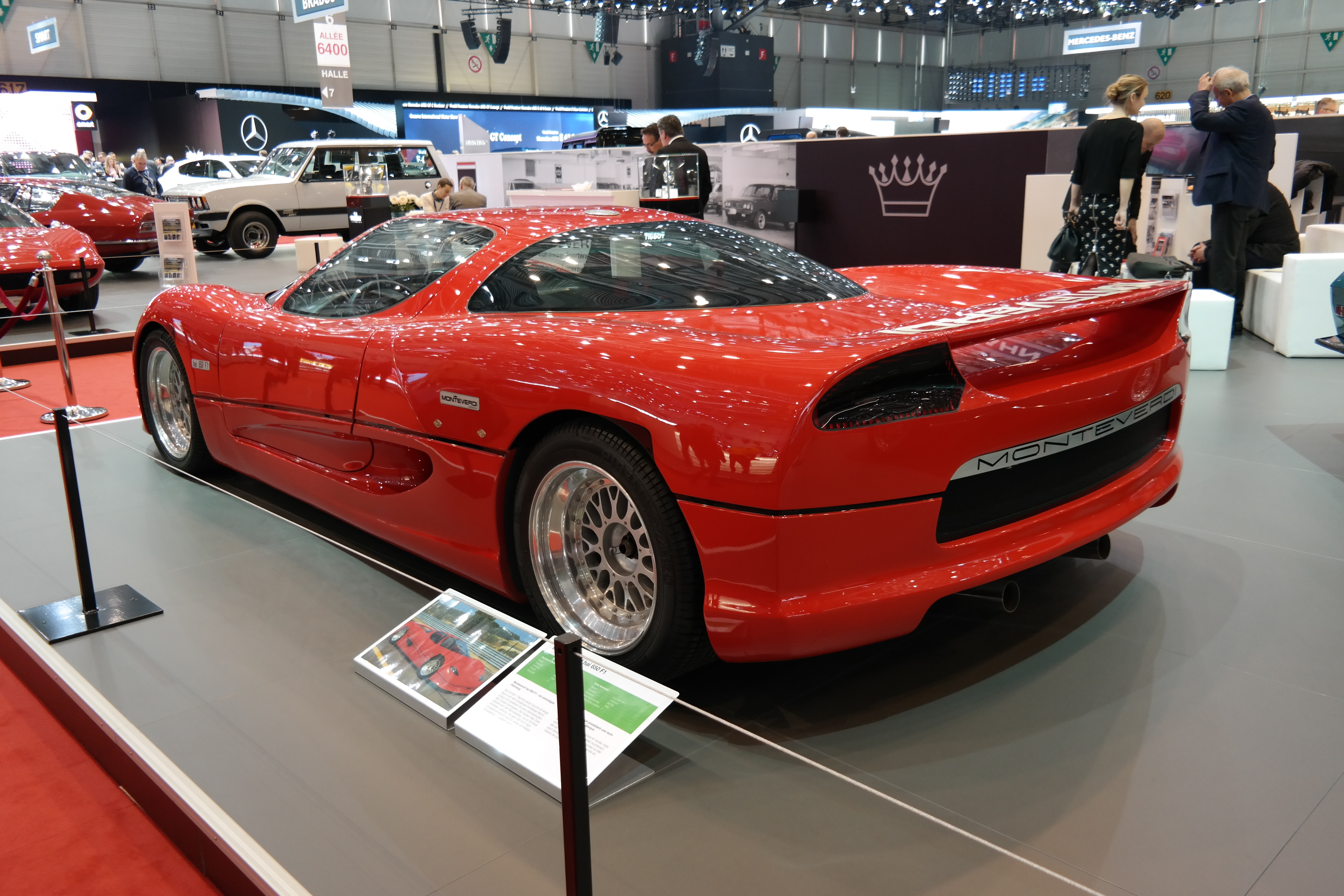
Hátsó nézet
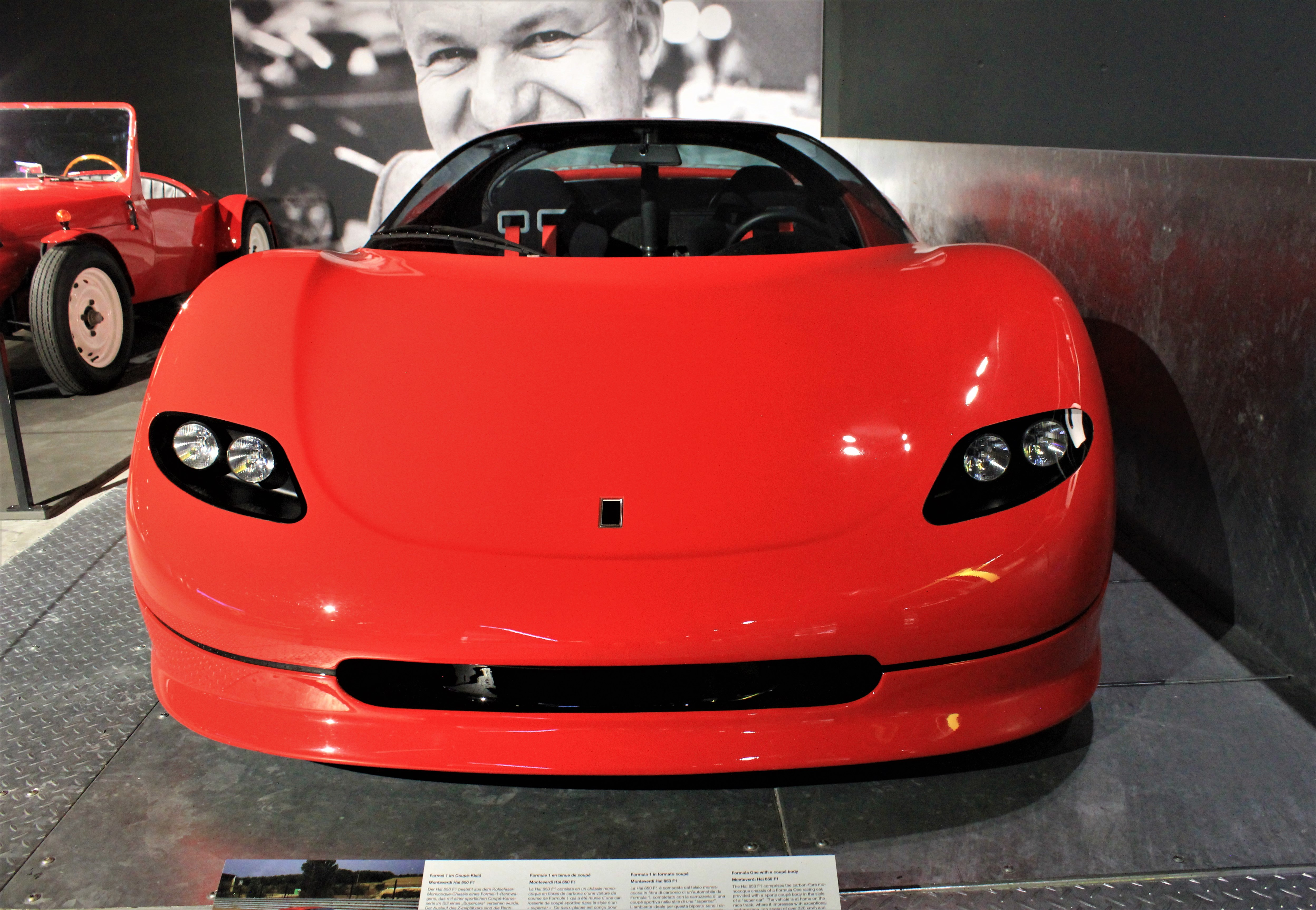
Előlről. A "Hai" szó németül cápát jelent
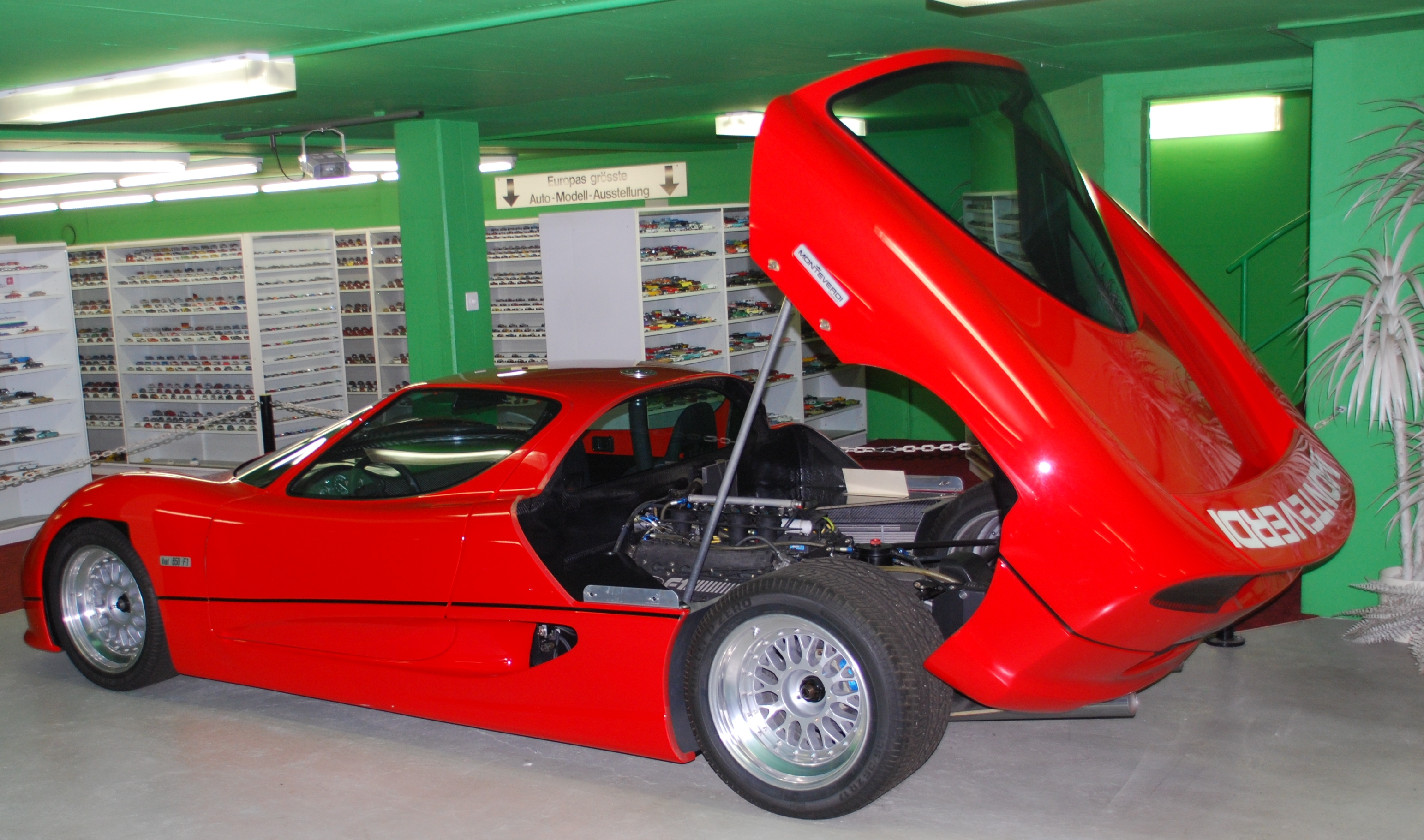
Monteverdi Hai 650 F1 (1992)
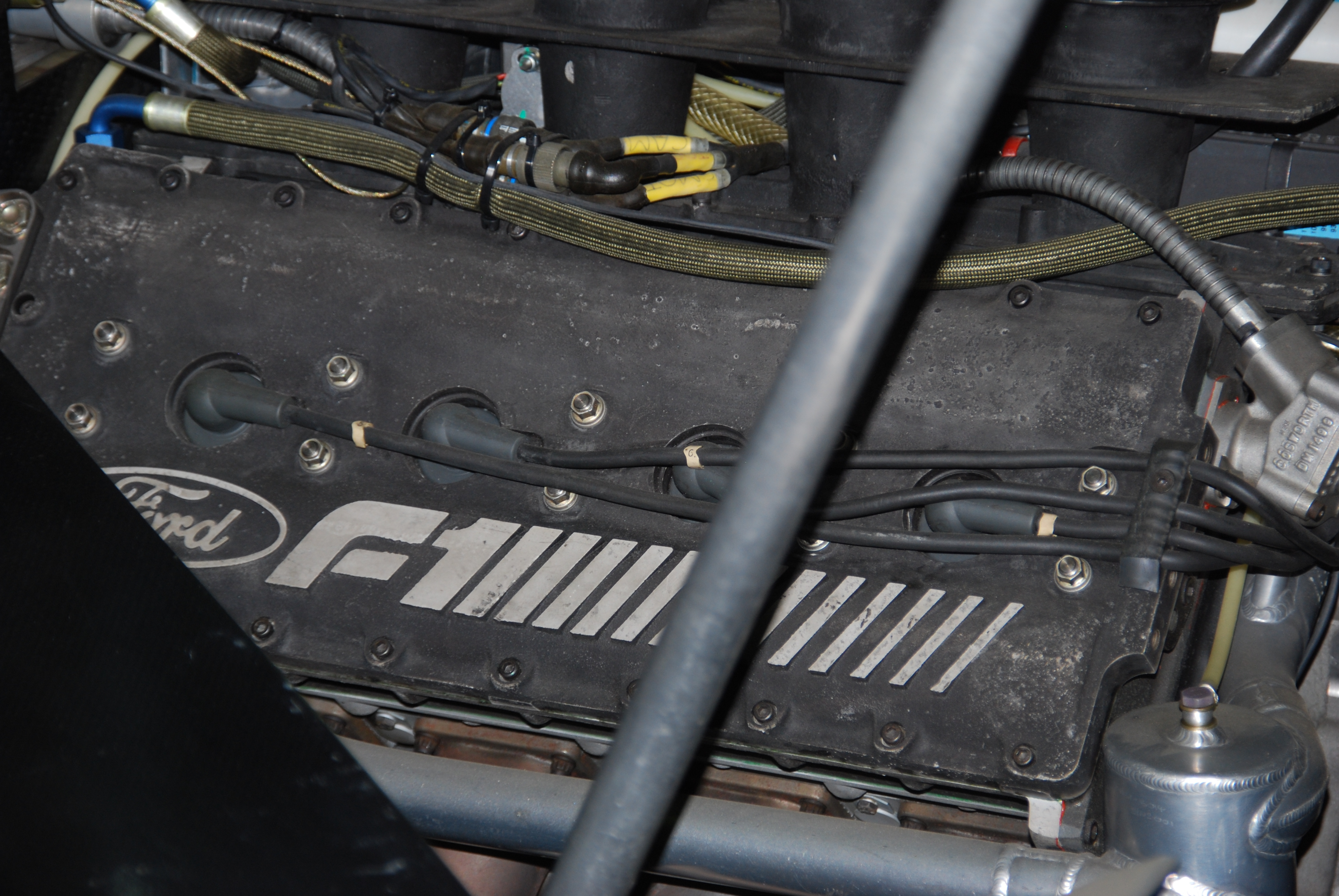
Ford-Cosworth Forma 1-motor